# 站北路站
站北路站是建设中的杭州地铁12号线一期的一座车站，位于中华人民共和国浙江省杭州市余杭区仓前街道云余东街与良睦路交叉口东侧，沿云余东街布置。

## 车站结构
站北路站为地下二层岛式站台设计，共设置5组风亭、7个出入口和8个安全出入口。